# Konsumbutiken, Skansen

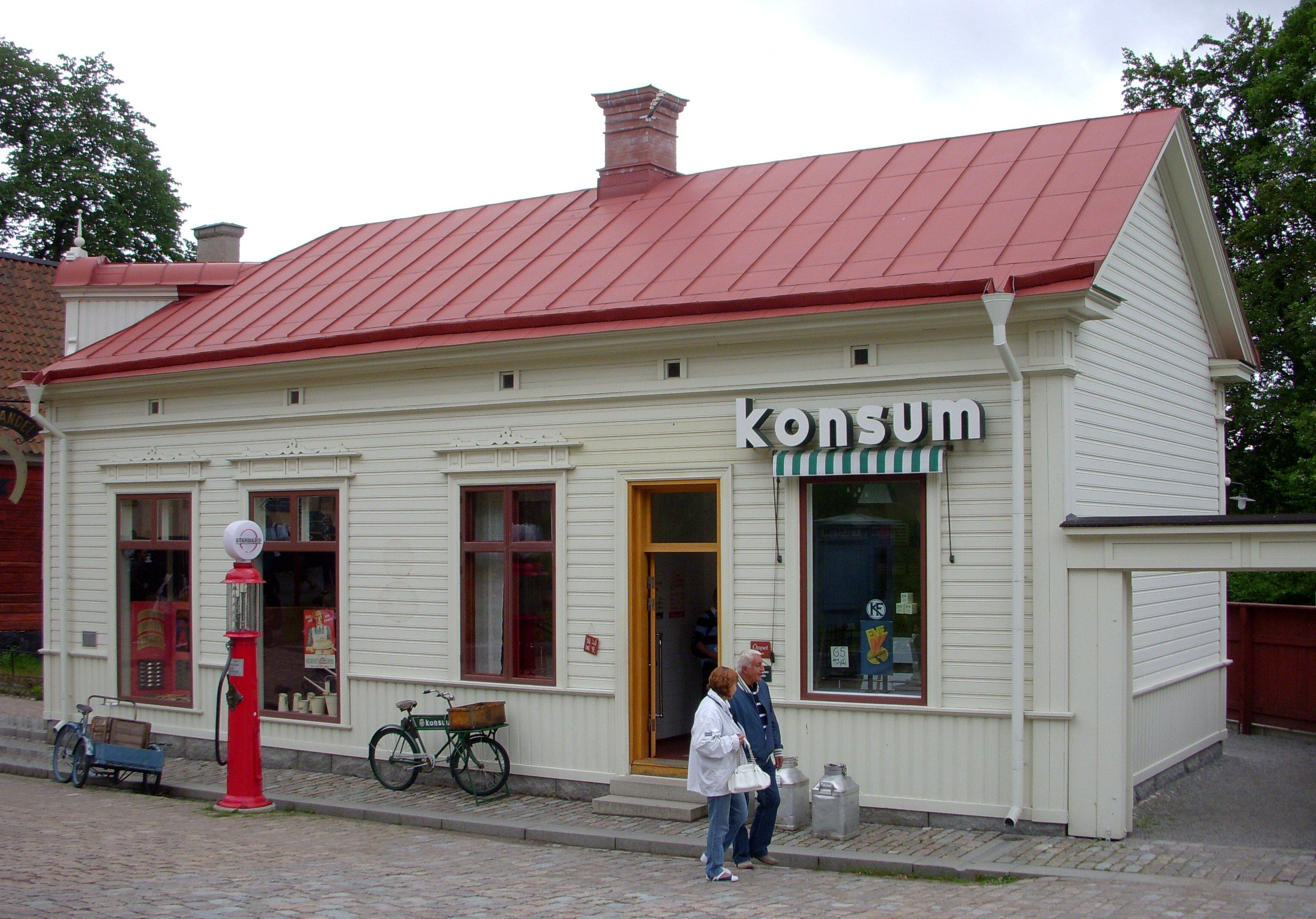
Järnhandlarens hus med Konsumbutiken

Konsumbutiken är en mjölk- och brödbutik på Skansen i Stockholm. Butiken är från 1930-talet och öppnade år 2006 i Järnhandlarens hus som ligger längst ner i museets stadskvarter.

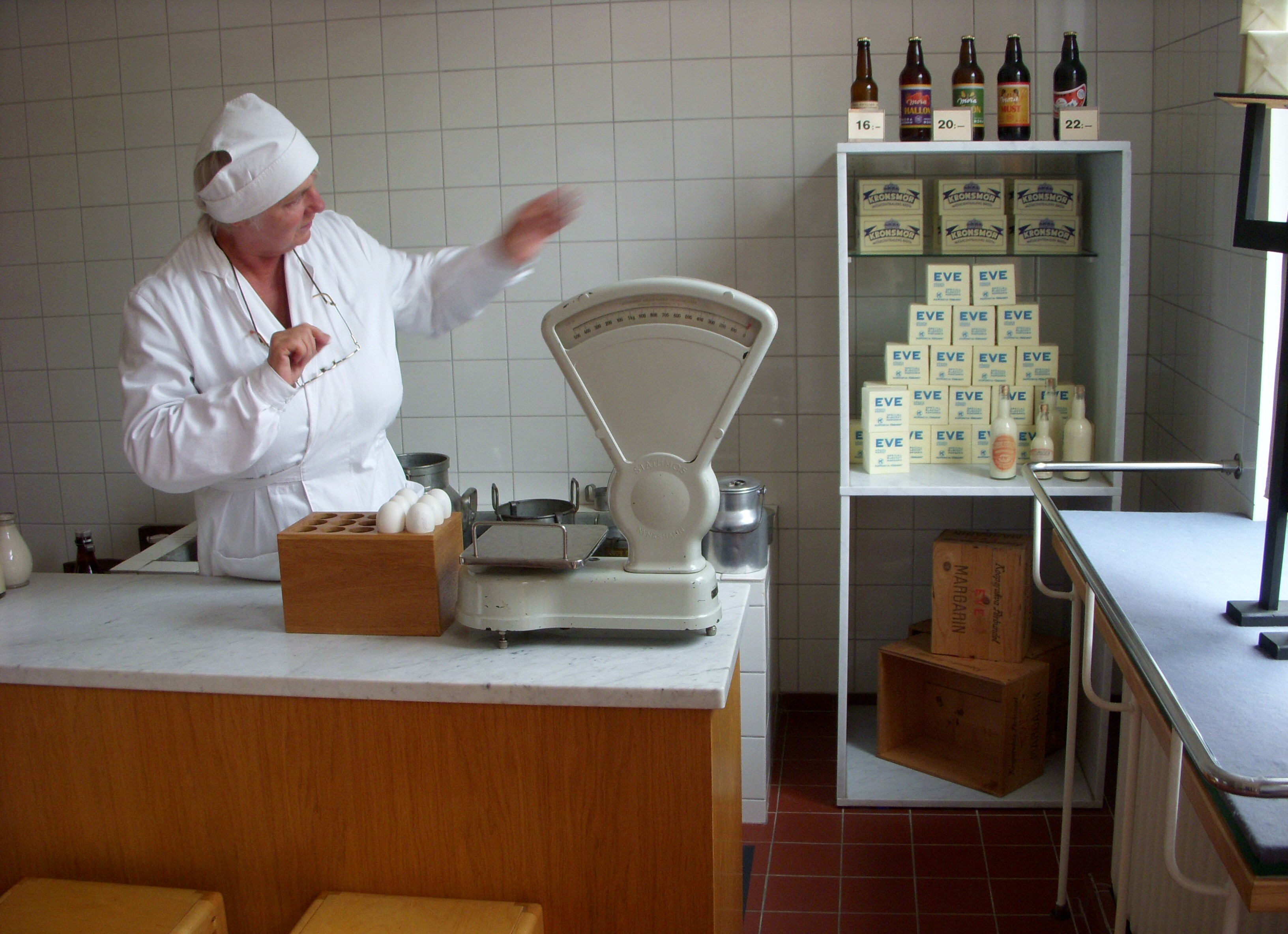
Konsumbutikens interiör 2009

Interiören visar en butiksmiljö som har en liknande butik på Lidingö som förebild. Butiken ger Skansen möjlighet att illustrera  kooperativa lösningar som blev aktuella på 1930-talet i Sverige. Den kooperativa idén var en väg till samhällsförändringar med social karaktär. Konsumbutiken visar även en tidstypisk kvinnlig arbetsplats och bidrar till att berätta om handelns historia. Många av Konsums butiker ritades av Kooperativa Förbundet:s eget arkitektkontor KFAI.
Konsumentföreningen Stockholm har bidragit till med tidstypiska inventarier och varor, exempelvis förpackningar av KF:s eget margarinmärke ”EVE”. Skansen håller fortfarande på att komplettera med originalföremål, så att butiken blir så autentisk som möjligt. En del av butikens varor är inte enbart till beskådning utan kan köpas som svagdricka, bröd och kakor, karameller samt tidstypisk glass.